# Степове (Новоукраїнський район)
Степове́ — село в Україні, у Рівнянській сільській громаді Новоукраїнського району Кіровоградської області. Населення становить 257 осіб.

## Населення
Згідно з переписом УРСР 1989 року чисельність наявного населення села становила 342 особи, з яких 142 чоловіки та 200 жінок.
За переписом населення України 2001 року в селі мешкало 256 осіб.

### Мова
Розподіл населення за рідною мовою за даними перепису 2001 року:
| Мова       | Відсоток |
| ---------- | -------- |
| українська | 92,22 %  |
| молдовська | 4,67 %   |
| російська  | 2,33 %   |
| білоруська | 0,78 %   |